# Anechuromyia nigrescens
Anechuromyia nigrescens là một loài ruồi trong họ Tachinidae.